# Incel
Un incel (pronuncia inglese /ˈɪnsɛl/, parola macedonia dall'inglese involuntary celibate, "celibe involontario") è membro di una subcultura online costituita da persone che si autodefiniscono "celibi involontari" e attribuiscono il fatto di non avere una relazione sentimentale o sessuale al loro non essere  attraenti, secondo alcuni criteri a loro dire oggettivi e indipendenti dalla loro volontà.
La subcultura è caratterizzata da una tendenza al risentimento, oggettificazione sessuale, misoginia, misantropia, autocommiserazione, razzismo, senso di diritto al sesso, odio generalizzato verso le donne e le persone che hanno rapporti sessuali, incolpate per la condizione degli incel, spesso vista essenzialmente come predeterminata biologicamente in senso genetico-evoluzionista. Altri tratti distintivi sono il nichilismo, la cultura dello stupro e approvazione della violenza sessuale e non sessuale verso le donne e le persone sessualmente attive in genere, per ottenere il sesso o vendicarsi dell'impossibilità di ottenerlo.
I frequentatori di forum e gruppi online di incel sono prevalentemente uomini bianchi eterosessuali, e le stime del loro numero variano da migliaia a centinaia di migliaia. Le comunità online di incel sono state criticate e accusate di veicolare idee misogine e razziste, incoraggiare la violenza, diffondere opinioni estremiste e radicalizzare i propri membri. Il Southern Poverty Law Center ha descritto tali siti come «parte dell'ecosistema suprematista maschile online», includendoli nel proprio elenco di gruppi di odio dal 2018.
Nel 2020 l'International Centre for Counter-Terrorism, un think tank con sede a L'Aia, ha classificato le stragi compiute da uomini incel come forme di «terrorismo misogino», mentre nel 2022 il National Threat Assessment Center, una sezione dei servizi segreti statunitensi, ha definito il fenomeno una seria minaccia per la sicurezza. L'attacco del febbraio 2020 a Toronto è diventato il primo caso di violenza legata al fenomeno incel ad essere perseguito come un atto di terrorismo.

## Storia
Il termine incel comparve per la prima volta negli anni novanta, con lo sviluppo di Internet e dei primi forum online: fu coniato da una studentessa canadese bisessuale e queer, nota sul web con il soprannome di «Alana», che creò un sito dedicato ai celibi involontari.
Il fenomeno ha iniziato ad attirare attenzione dopo il massacro di Isla Vista del 2014 e l'attentato di Toronto del 23 aprile 2018.

## Teoria LMS, teoriared pille teoriablack pill
Gli incel che frequentano i forum online dedicati si rifanno a varie teorie, in particolare la teoria LMS per i rapporti interpersonali e la teoria red pill e black pill per quanto riguarda la visione generalizzata del mondo.

### La teoria LMS (Look, Money, Status)
Secondo questa teoria, l'attrazione romantica o sessuale tra uomini e donne non deriverebbe da caratteristiche come l'affinità caratteriale, le buone maniere, l'educazione, un comportamento assertivo (nella cultura popolare comunemente noto come «saperci fare») o il gusto personale nella scelta del partner, ma piuttosto dalla bellezza fisica (e quindi l'attrattività fisica), la ricchezza in termini di disponibilità di denaro e lo status, ovverosia la fama sociale di cui un individuo può fregiarsi nell'ambiente in cui vive.
La teoria LMS propugna l'idea che la bellezza sia tendenzialmente definibile attraverso indagini statistiche, inter-soggettivamente (alcuni connotati fisici sarebbero preferiti nella ricerca del partner ideale) e, in tal senso, valutabile su una scala da 0 a 10.
Rifacendosi alla psicologia evolutiva, gli aderenti alla teoria LMS criticano il senso del sentimento d'amore (soprattutto rispetto alla sua connotazione nella psicologia popolare) e lo considerano più un evento chimico dell'organismo umano, finalizzato al proseguimento della specie.
I sostenitori della teoria LMS ritengono che l'instaurarsi o il proseguire di una relazione sentimentale sia, nella maggior parte dei casi, il risultato di una media ponderata tra bellezza, denaro e posizione sociale. Se la media di questi fattori è insufficiente, l'individuo è respinto in fase di corteggiamento oppure, se ha già una relazione, viene abbandonato per una persona con valore LMS superiore.
La teoria LMS costituisce una sottoteoria dell'ideologia RedPill e dell'ideologia BlackPill.

### La teoriared pill
È una visione delle dinamiche sociali che si basa sull'idea che il valore LMS è il fattore che determina il successo sessuale di un uomo e che gli uomini e le donne sarebbero differenti dal punto di vista biologico e avrebbero perciò differenti criteri di selezione sessuale. Ciò causerebbe, secondo gli aderenti all'ideologia red pill, un'enorme sproporzione di opportunità che vede le seconde nettamente avvantaggiate in ambito relazionale rispetto ai primi. Il termine (che significa "pillola rossa") proviene dal film Matrix, il cui protagonista, prendendo appunto una pillola rossa, scopre la verità sul mondo che lo circonda.
Chi crede nella teoria red pill viene definito redpilled, parola più o meno italianizzata — andando dall'adattamento linguistico minimale al calco completo — come redpillato, rossopillato o rossopillolato. Una parte degli aderenti all'ideologia red pill non è incel (possono avere o aver avuto delle partner). I termini incel e redpilled non sono quindi sinonimi. Questa differenza viene particolarmente sottolineata da alcuni aderenti alla teoria RedPill che non si identificano come incel, e che considerano gli incel una categoria «non ideologica».

#### Teoriared pille politica
Parte importante di questa subcultura è la critica verso la società moderna, con particolare avversione nei riguardi della liberazione sessuale, avvenuta intorno al 1968, la quale, secondo gli adepti, avrebbe avvantaggiato la totalità della popolazione femminile e una minoranza di quella maschile a discapito della maggior parte della popolazione maschile. Ciò sarebbe dovuto al fatto che le donne, essendo per biologia molto più selettive degli uomini e detenendo de facto il potere sessuale, deciderebbero di avere rapporti sessuali prevalentemente con gli uomini con il LMS più alto, scartando gli uomini con il LMS più basso. Questo fenomeno nelle comunità incel è noto come «ipergamia femminile».

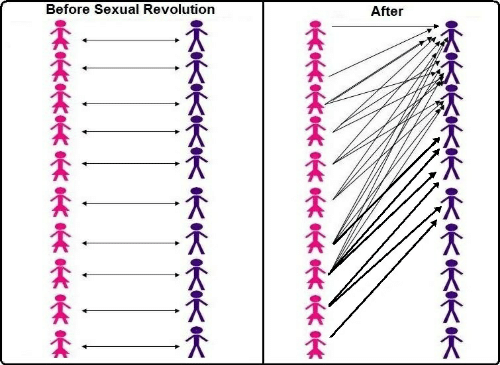
Grafico di rappresentazione della distribuzione delle relazioni sessuali prima e dopo la liberazione sessuale secondo gli aderenti alla teoria RedPill

Prima della liberazione sessuale, sempre secondo loro, siccome la società era improntata alla monogamia e un uomo poteva avere solo una donna e viceversa, la sessualità poteva dirsi «più equilibrata», almeno considerando che le donne erano distribuite equamente tra la popolazione maschile (contrastando la presunta spinta biologica femminile nel concedersi solamente ai «maschi alfa»), per cui anche gli uomini con un basso LMS avevano possibilità di avere un partner.
Con il liberarsi della società, le donne hanno avuto progressivamente accesso allo stesso ristretto gruppo di uomini con LMS elevato e si sarebbe quindi creato uno specifico insieme di maschi eterosessuali — gli incel appunto, generalmente con LMS basso — impossibilitati di avere una vita sessuale regolare.
I seguaci della teoria red pill ritengono che l'espressione della propria sessualità e le possibilità di una vita sessuale ed affettiva siano fondamentali per il benessere psicofisico degli individui, rifacendosi alla piramide di Maslow che indica la sessualità come bisogno fisiologico, per sostenere che gli incel, essendo privati per il loro basso valore LMS di essa, costituiscono una categoria oppressa, ostracizzata e non riconosciuta dalla società.
Nelle loro pagine o forum talvolta vengono avanzate possibili «soluzioni»: ad esempio, alcuni affermano che per risolvere lo squilibrio dal Sessantotto è necessario l'intervento statale con la regolamentazione della prostituzione e, in Italia, con l'abrogazione della legge Merlin; altri invece invocano il ritorno ad una società patriarcale in cui tutti gli uomini abbiano il diritto di avere una donna.
I seguaci della teoria red pill attribuiscono inoltre la causa principale dei bassi tassi di natalità dagli anni '80 nei Paesi occidentali non alla crisi economica (come sostenuto dai mass media), bensì all'estromissione degli incel, che non hanno più la possibilità di avere una donna, dalla catena riproduttiva. A sostegno di questa tesi portano l'esempio dei Paesi più poveri del mondo, dove non si è sviluppato il femminismo e dove il tasso di natalità è nettamente superiore rispetto ai Paesi occidentali.

#### Teoriared pille scienza
Gli aderenti all'ideologia red pill si rifanno spesso a teorie e studi che hanno ottenuto credito presso la comunità scientifica. La maggiore selettività femminile ad esempio sarebbe spiegata dalla teoria dell'investimento parentale sviluppata da Trivers nel 1972, che riguarda l'approvvigionamento alimentare e la difesa della prole nei mammiferi, e sarebbe poi confermata da altri studi. Uno di questi, risalente al 2019, mostra come sull'applicazione d'incontri Tinder gli uomini mettano mi piace alla maggior parte delle donne, mentre le donne mettano mi piace solo ad una stretta minoranza degli uomini. Il medesimo studio rileva che gli uomini con un livello di istruzione e di reddito più alto ottengono un maggior numero di "mi piace", mentre non trova alcuna prova che gli uomini abbiano un'avversione per una potenziale partner altamente istruita, ponendosi in contrasto con molti recenti studi influenti nel campo dell'economia. Un altro studio riguardante l'applicazione Tinder ha inoltre dimostrato che le donne di «bellezza media» ricevono un numero di "mi piace" 15 volte più alto rispetto agli uomini mediamente attraenti.
Da uno studio sulla distribuzione dei partner sessuali negli Stati Uniti è emerso che nel 2013 gli uomini avevano complessivamente lo stesso numero di partner sessuali del 2002. Ma il top 20% degli uomini nel 2013 ha avuto un aumento del 25% rispetto al 2002. Il top 5% ha avuto l'incremento di ben 38%. Cioè, nonostante la quantità di sesso totale sia rimasta invariata, una parte è stata consolidata in sesso extra per il top 5-20% degli uomini. Questo dimostra che c'è una minoranza di uomini che sta facendo più sesso che mai a discapito di altri uomini, per i quali invece il numero di partner è diminuito.
Secondo uno studio del General Social Survey, pubblicato anche da giornali di primo piano quali il The Washington Post, nel 2008 negli Stati Uniti la percentuale di uomini vergini di età compresa tra i 18 e i 29 anni era solamente dell'8%, mentre nel 2018 è salita al 27%. I seguaci della teoria RedPill hanno più volte ripostato questo studio per portare avanti le loro tesi, secondo cui le donne sarebbero diventate sempre più selettive, al punto da impedire a una consistente percentuale di giovani uomini di avere una vita sessuale.

#### Teoriared pille relazione con la psicologia
La teoria della red pill e i suoi seguaci sono particolarmente critici altresì nei confronti della psicologia moderna - in particolar modo per ciò che riguarda la psicologia sociale che si prefigge di risolvere i problemi degli incel proponendone la crescita personale.
Gli incel che aderiscono all'ideologia red pill generalmente contestano una sovversione del rapporto causa-effetto nell'analisi psicologica dei loro problemi (ovvero la loro condizione di infelicità come conseguenza di fattori esterni e non modificabili volontariamente nel breve termine: solitamente status socioeconomico e bellezza fisica determinata dalla genetica), assumendo una visione fatalista, ritenendosi oppressi e pertanto vittime di una società sbilanciata.
Solitamente ritengono che la psicoterapia contemporanea abbia funzione meramente palliativa, poiché gli squilibri nelle relazioni interpersonali nella società moderna sono tali che chi si ritiene incel, a causa del proprio basso valore LMS, da uno psicoterapeuta otterrebbe solo consigli di un cambiamento attitudinale, ossia — secondo la teoria RedPill — una regressione alla forma mentis detta BluePill, precedente alla presa di consapevolezza della teoria LMS, che costituisce per essi un dogma.

#### Teoriared pille omosessualità
I seguaci della teoria red pill, differenziano nettamente l'omosessualità a seconda del genere: quella maschile è vista come condizione innata, come una naturale diversificazione dell'orientamento sessuale; inoltre è considerata come un sistema parallelo, dove la minoranza di appartenenti comporta una richiesta di valore LMS minore e quindi una situazione di vantaggio indiretto per l'instaurazione di relazioni a breve termine.

### La Teoriablack pill
La black pill è una teoria fatalista basata sul determinismo biologico che afferma che l'aspetto fisico è il fattore principale per determinare il successo sessuale di un uomo, soprattutto nella società occidentale odierna. Secondo la teoria black pill, anche il denaro e lo status sociale attraggono le donne, però in misura molto minore rispetto all'aspetto. La black pill afferma che l'attrazione è data da caratteristiche estetiche geneticamente predeterminate e che gli uomini poco belli non avranno mai una vita felice. Gli aderenti alla teoria black pill sostengono che gli unici beneficiari della liberazione sessuale sono stati i Chad e le donne, e auspicano soluzioni sociali anziché individuali al problema degli incel.
Chi crede nella teoria black pill viene definito blackpilled.

## Terminologia
Nei forum online degli incel vi sono parecchi termini che hanno significati particolari.
Di seguito alcuni tra i più ricorrenti:
| Termine     | Significato |
| ----------- | --- |
| Chad        | È lo stereotipo del cosiddetto maschio alfa, caratterizzato da un bel viso con lineamenti proporzionati e fisico atletico, che riscuote grande successo con le donne. |
| Normie      | Rappresenta una persona comune. Il termine ha una connotazione dispregiativa in quanto si ritiene che una persona di aspetto medio non sia in grado di capire che i suoi successi in campo sentimentale sono frutto di fortuna e non di capacità intrinseche. |
| Betabux     | Termine dispregiativo, usato per definire gli uomini con un aspetto sotto la media ma con un elevato status socio-economico, che otterrebbero relazioni con le donne solo provvedendo al loro sostentamento economico. Il termine è mutuato dall'espressione gergale statunitense Alpha fucks, Beta bucks (letteralmente "L'alfa fotte, il beta paga", cioè "gli alfa hanno rapporti sessuali senza difficoltà, i beta devono spendere"). |
| Cuck        | Termine dispregiativo derivante dal diminutivo di cuckold. Indica chi, secondo la teoria Redpill, compiace troppo il genere femminile, ad esempio per stabilire una relazione, quindi è visto come poco virile e destinato a essere tradito. |
| Stacy       | È la rappresentazione stereotipata della ragazza più avvenente della media e iperselettiva. |
| Becky       | È la rappresentazione stereotipata della ragazza poco appariscente. |
| Volcel      | Così viene definito in senso a volte dispregiativo colui che sceglie deliberatamente di non intrattenere relazioni sentimentali. |
| Mentalcel   | È colui che si ritrova involontariamente celibe a causa di veri o presunti disturbi mentali. |
| Truecel     | Così viene definito chi si ritrova involontariamente celibe unicamente a causa di un aspetto sotto la media e che possiede difetti estetici che non possono essere risolti in alcun modo se non con costosissimi ed invasivi interventi di chirurgia estetica e/o maxillo-facciale. |
| Fakecel     | Chi si spaccia per incel all'interno delle comunità online senza esserlo veramente; il termine ha connotazione dispregiativa. |
| Gymcel      | È colui che nonostante possieda un fisico muscoloso è involontariamente celibe a causa del viso non attraente. |
| Bluepilled  | Semitradotto come «bluepillato» o «blupillato», indica chiunque non aderisca alla teoria Redpill. |
| Looksmaxing | Tale termine (traducibile grossomodo come "ottimizzazione dell'aspetto") indica un insieme di pratiche eterogenee volte ad aumentare la bellezza fisica. Secondo la teoria LMS, a rendere un uomo esteticamente attraente sono la mandibola e la mascella prominenti, una capigliatura folta, le giuste proporzioni e la forma del viso, uno sguardo mascolino (caratterizzato da occhi lunghi e stretti, con inclinazione dei canthus neutra o positiva) e l'alta statura. Il looksmaxing va dalla semplice cura del corpo e dei capelli nonché l'allenamento in palestra per diventare più muscolosi fino a interventi di chirurgia estetica o maxillo-faccialie; tra i più richiesti la cantoplastica, le protesi agli zigomi o agli angoli mandibolari, la rinoplastica, la mentoplastica e le osteotomie per portare in avanti le mascelle. |

## Controversie

### Discorsi di incitamento all'odio
La comunità incel di Reddit presente nel subreddit «/r/incels» venne chiusa dal sito stesso il 7 novembre 2017, per aver violato le politiche sui discorsi di incitamento all'odio. All'epoca della chiusura contava circa 42.000 membri.
In seguito le comunità incel statunitensi si spostarono su piattaforme con policy per i post più permissive, come 4chan.
Uno studio condotto da diversi ricercatori, tra cui alcuni dell'Università di Psicolinguistica e Linguistica computazionale di Anversa, analizzando i contenuti del forum «incels.is» ha riscontrato che possono dar luogo a fenomeni di camera d'eco: se una persona sta vivendo un momento di moderato disagio, frequentando tali siti Internet potrebbe peggiorare la propria condizione psichica. Il software adoperato dai ricercatori ha rilevato la ricorrenza nel suddetto forum di determinati termini assimilabili ai discorsi d'odio, individuabili in maniera automatizzata nel 95% dei casi.
Le discussioni degli incel sono spesso caratterizzate da antifemminismo, risentimento, misoginia, misantropia, nichilismo, autocommiserazione e disprezzo di sé, razzismo, cultura dello stupro, oggettificazione sessuale, visione del sesso come una cosa dovuta, approvazione della violenza sessuale e non sessuale contro le donne, contro le persone sessualmente attive e la società, da cui i partecipanti si sentono discriminati..

### Nathan Larson

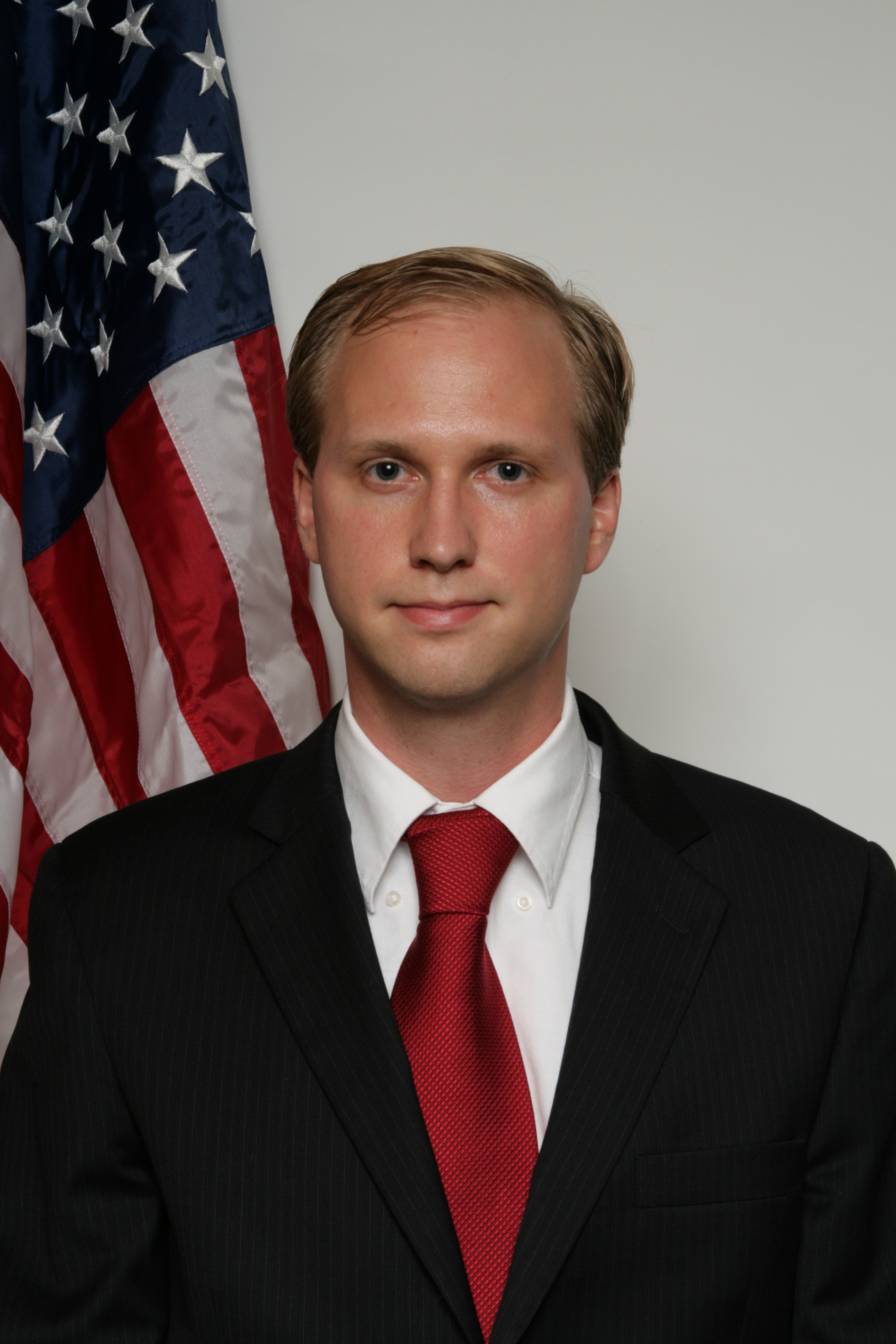
Nathan Larson nel 2008

Nell'ambito dell'eterogenea alt-right statunitense e nei suoi incroci col movimento incel-redpill è nota la vicenda di Nathan Larson (1980-2022), che aveva creato delle chat room per incel e pedofili e si era pubblicamente dichiarato violentatore ebefilo-efebofilo (non unico nell'area alt-right, giacché la pederastia è stata difesa anche da Milo Yiannopoulos, licenziato per questo da Breitbart News). Sebbene emarginato dal dibattito politico, Larson fu un noto suprematista e nazionalista bianco, autodefinito "quasi-neoreazionario libertario", pregiudicato per minacce contro i presidenti George W. Bush e Barack Obama e arrestato nel 2020 per tentato rapimento di minore. Fu "candidato perenne" ex libertariano al Congresso per lo stato della Virginia, e fu accusato di sostenere lo stupro e la pedofilia su siti incel (compresi forum da lui aperti e Reddit). Un sottogruppo di utenti autodefinitesi come incel presenti su diversi siti fondati da Larson incitavano altri incel a violentare le donne che li avessero respinti. Respingere un uomo veniva definito "reverse rape" (stupro al contrario) e considerato altrettanto dannoso e grave quanto stuprare una donna. Espulso dal Libertarian Party, Larson era inoltre un simpatizzante neonazista, antifemminista, favorevole all'incesto, al "patriarcato bianco", all'abolizione dell'età del consenso, contrario ai diritti delle donne. Il caso fece molto scalpore a livello mondiale, specie per le idee espresse apertamente nel suo programma elettorale: si candidò per tre volte al Congresso, nel 2018 come indipendente.; arrestato nel 2020, è deceduto per cause naturali in carcere nel 2022 in attesa di processo.

### Disturbi di personalità associati
Da una serie di interviste condotte da due docenti dell'Università della Georgia è emerso che coloro che si autodefinivano incel avevano un'alta probabilità di sentirsi arrabbiati, frustrati e/o depressi, indipendentemente dalla vera o presunta incapacità di instaurare relazioni.

## Terrorismo correlato al mondoincel
La cronaca mondiale riporta casi di incel che hanno compiuto attentati terroristici o atti violenti in tempi recenti.
- 23 maggio 2014: Elliot Rodger, di 22 anni, uccise 6 persone e ne ferì 14 a Isla Vista in California per poi suicidarsi. Prima di compiere l'attentato scrisse e pubblicò online un lungo manifesto in cui raccontò la sua vita in ogni dettaglio e in cui espresse la sua rabbia e depressione per non aver dato ancora il suo primo bacio, per essere vergine ed essere sempre stato rifiutato dalle donne.[81][82][83]
- 1º ottobre 2015: Chris Harper-Mercer, di 26 anni, uccise 9 persone e ne ferì 8 in una sparatoria nell'Umpqua Community College a Roseburg in Oregon per poi suicidarsi. Prima di farlo pubblicò online un breve manifesto in cui si disse depresso per essere vergine e non aver mai avuto una ragazza ed elogiò alcuni mass shooters statunitensi, in particolare Elliot Rodger.[84][85][86]
- 23 aprile 2018: Alek Minassian, un cittadino canadese di origini armene di 25 anni, si lanciò con un furgone contro la folla a Toronto uccidendo 11 persone e ferendone 15 per poi essere arrestato. Pochi minuti prima di compiere il gesto scrisse un post su Facebook in cui inneggiava alla ribellione degli incel ed elogiava Elliot Rodger.[87][88][89]
- 22 luglio 2018: Faisal Hussain, di 29 anni, uccise 2 persone e ferì altre 13 persone in una sparatoria a Toronto per poi suicidarsi. I parenti di Hussain hanno riferito che poche ore prima della strage avevano discusso con lui e gli avevano detto di trovarsi una moglie, il che, secondo loro, lo sconvolse. Successivamente la polizia dichiarò che Hussain aveva fatto delle ricerche su Alek Minassian e che nel suo cellulare era stata trovata una copia del manifesto di Elliot Rodger.[90][91][92][93]
- 2 novembre 2018: Scott Beierle, uno statunitense di 40 anni, uccise 2 persone e ne ferì 4 in una sparatoria in uno studio yoga di Tallahassee in Florida per poi suicidarsi. In precedenza aveva pubblicato diversi video online in cui esprimeva la rabbia per non avere una donna e per i rifiuti ricevuti.[94][95][96][97][98]
- 24 febbraio 2020: un ragazzo di 17 anni colpì a morte con un machete una donna e ferì altre 2 persone in un centro massaggi a Toronto per poi essere arrestato. Sull'arma, lunga 43 cm, aveva incise frasi con epiteti misogini e al momento dell'attentato aveva con sé un biglietto con scritto «lunga vita alla ribellione incel». In seguito disse agli agenti di essere stato ispirato da Alek Minassian.[99] Un potenziale massacro fu impedito solo dall'intervento della proprietaria del centro che ferì e disarmò l'aggressore. L'identità del ragazzo non fu rivelata in quanto minorenne e la polizia classificò il caso come terrorismo legato al movimento incel.[28][100][101][102][103] Il 28 novembre del 2023 l'autore dell'omicidio e della tentata strage fu condannato all'ergastolo[104].
- 20 maggio 2020: Armando Hernandez Jr, di 20 anni, ferì 3 persone in una sparatoria a Glendale in Arizona per poi essere arrestato. Disse agli agenti di essere un incel che ha agito per vendetta per essere rifiutato dalle donne[105], di essere stato ispirato da Elliot Rodger[106] e di aver avuto come obiettivo le coppie di fidanzati.[107][108] Si lamentò inoltre di non fare nessun match su Tinder.[109]
- 21 settembre 2020: Antonio De Marco, un italiano di 21 anni, uccise una coppia di fidanzati a Lecce con decine di coltellate per essere arrestato pochi giorni dopo. Dichiarò che aveva ucciso i due «perché erano troppo felici» mentre lui invece non aveva mai avuto una fidanzata; che i suoi unici rapporti sessuali erano con prostitute e che la sua rabbia era dovuta ai continui rifiuti subiti da diverse ragazze. Nel suo diario esprimeva un'incontrollabile sensazione di solitudine, di mancanza d'amore e di una rabbia crescente contro le donne e gli uomini sessualmente appagati.[110][111][112][113]
- 12 agosto 2021: Jake Davison, di 22 anni, uccise 5 persone, tra cui sua madre, e ne ferì 2 in una sparatoria a Plymouth in Inghilterra per poi suicidarsi. Nei suoi video caricati su YouTube lamentava di essere «brutto e vergine», di «essersi perso l'amore adolescenziale» e dichiarava che stava «consumando un'overdose di blackpill».[114][115][116][117]
- 6 maggio 2023: Mauricio Martinez Garcia, autodichiarato incel di 33 anni, in una sparatoria di massa in un supermercato di Allen, in Texas, uccise 8 persone e ferì gravemente altre 7 prima di venir ucciso da un agente di polizia. Garcia era anche un simpatizzante di estrema destra e neofascista molto attivo sui social dove si esprimeva a favore del "suprematismo bianco". Sul suo diario personale aveva scritto di essere insofferente verso molte ragazze che lo avevano respinto e di avere fantasie di stupro[118].